# Mindrum
Mindrum – wieś w Anglii, w hrabstwie Northumberland. Leży 79 km na północny zachód od miasta Newcastle upon Tyne i 474 km na północ od Londynu.